# Aeroportul Regional San Angelo
Aeroportul Regional San Angelo (IATA: SJT, ICAO: KSJT, FAA LID: SJT) este un aeroport din Texas, Statele Unite ale Americii. Aeroportul a fost tranzitat în 2019 de 132.780 de pasageri.
Situat la o altitudine de 585 m, aeroportul dispune de 3 piste.

## Infrastructură

### Piste
Aeroportul dispune de 3 piste: 
- pista 03/21 din asfalt, cu dimensiunile 5.939 picioare × 150 picioare
- pista 09/27 din asfalt, cu dimensiunile 4.402 picioare × 75 picioare
- pista 18/36 din asfalt, cu dimensiunile 8.049 picioare × 150 picioare